# Максимиха (Бурятія)
Максимиха (рос. Максимиха) — село Баргузинського району, Бурятії Росії. Входить до складу Міського поселення Селище Усть-Баргузин.
Населення — 297 осіб (2015 рік).